# Rendez-vous avec la chance
Pour plus de détails, voir Fiche technique et Distribution.
Rendez-vous avec la chance est un film français réalisé par Emil-Edwin Reinert en 1949 et sorti à Zurich (sous-titré en allemand) en juin 1950, à l'occasion de la Semaine française du cinéma. Le film apparaîtra sur les écrans français dès le 23 août 1950, puis sera postsynchronisé en anglais et en russe et sous-titré en italien.

## Synopsis
La timide tentative d'un employé de banque, marié à un dragon domestique, pour secouer le carcan du travail et faire surgir l'aventure dans sa vie. Tentative sans lendemain, car l'argent fait toujours défaut et le gros lot reste hypothétique.

## Fiche technique
- Titre : Rendez-vous avec la chance
- Réalisation : Emil-Edwin Reinert, assisté de Raymond Bailly
- Scénario : d'après le roman de Gilbert Dupé, Le Lit à deux places
- Adaptation : André-Paul Antoine, Emil-Edwin Reinert, Jacques Natanson
- Dialogues : Jacques Natanson
- Décors : Serge Pimenoff
- Photocopies : Roger Dormoy
- Musique : Joe Hajos
- Son : Robert Teisseire
- Montage : Isabelle Elman
- Production : Silver Films (France)
- Chef de production : Simon Barstoff
- Pays :   France
- Format : Noir et blanc - 1,37:1 - 35 mm - Son mono
- Genre : Comédie
- Durée : 72 minutes
- Date de sortie : France : 23 août 1950

## Distribution
- Danielle Delorme : Michèle
- Henri Guisol : Robert Bobin
- Suzanne Flon : Blanche Pidoux-Bobin
- Jean Brochard : Gauffre
- Louis de Funès : Le garçon de café
- Dora Doll : Mlle Paulette
- Geneviève Morel : Mme Justin, la concierge
- Pierre-Louis : Gambier
- Marcel Mérovée : Arsène, le téléphoniste
- Albert Michel : Le contrôleur S.N.C.F
- René Lacourt : Le patron de l'hôtel
- René Bourbon : Le patron du restaurant
- Henri Hennery : Le déménageur
- Georges Paulais : L'inspecteur
- René Hell : Un turfiste
- Maurice Regamey : Un turfiste
- Jacques Beauvais : Le maître d'hôtel
- Mag Avril
- Marcel Rouze
- Jacques Mercier

## Critiques du film
- Critique de Uni France Film Informations :

« Rendez-vous avec la Chance de Reinert est l'histoire émouvante, dans une grisaille sensible, des malheurs sentimentaux d'un comptable, Henri Guisol, qui a la chance de rencontrer Danielle Delorme, et qui la laisse échapper pour toujours. Tous les épisodes de ce récit sont contés sur un rythme souriant, spirituel, très évocateur de la vie quotidienne du Français moyen. Le spectateur suit le film avec le sourire, mais on a quand même l'impression que, parfois, il s'essuie au coin de l'œil une toute petite larme. »

— Georges Huisman, France FILM Informations, 1950
- Critique du Figaro :

« Rendez-vous avec la chance. Ce film a du charme ; il touche le spectateur parce que nourri des mille riens de la vie quotidienne de l'homme de la rue. Rarement œuvre cinématographique dépayse aussi peu : pas de rafales de mitraillette, pas de femme fatale, pas de cabarets de luxe. Seulement le bureau sombre, le patron irascible, les employés qui déjeunent sur un coin de table, le restaurant du samedi, les promenades sur la Marne, les économies de fin de mois.
Le personnage central a rendez-vous avec la chance - en l'occurrence une jeune dactylo qu'il protège, bien malgré lui et dans un rare moment d'audace, des foudres du patron. Hélas, trop tard ! Notre employé s'est marié depuis peu avec une mégère. Il n'osera pas refaire sa vie. L'aventure ébauchée sombre dans le ridicule. On partait pour la Côte d'Azur ; on s'arrête dans la banlieue ; et l'amoureux, qui a trop bu de mousseux, a bien mal au cœur en rentrant chez lui. Henri Guisol, jusqu'ici cantonné dans des rôles de composition de second plan, tient la vedette. Il est admirable en mari tyrannisé essuyant la vaisselle ou marchant sur les rondelles de feutre qui épargnent les parquets ; en soupirant timide et borné ; en employé déçu dans ses espoirs d'avancement. Brochard est un excellent “méchant patron” qui a des regards troubles vers la secrétaire. Danièle Delorme fait une très bonne composition.
Le film d'Emile Reinert est parfaitement soigné. De plus, le réalisateur est à chaque instant présent derrière chaque scène. Il sourit, il ironise, il appuie sur l'humour et quelquefois sur la cruauté des situations. Il a voulu être ni tout à fait noir ni tout à fait rose – comme la vie. »

— Intérim, Le Figaro, le 31 août 1950
- Critique du Monde[1] :

« Son œuvre est glacée. Il n'a pas pris de recul. Des détails masquent l'essentiel. Son film manque d'allant, de souplesse, d'élégance, de désinvolture.[...] « Le film qu'aurait aimé tourner Charlie Chaplin », proclame la publicité. On ne pouvait éclairer d'un jour plus cru ce qui manque à M. Reinert : cet abandon qui aiguise la sensibilité. Et puis les « actes manqués » de Chaplin sont d'abord des pièges à rire. Au fond, seulement, il y a l'amertume. Le pauvre Gilles de M. Reinert, lui, n'est pas drôle. Il émeut rarement. Il est surtout énervant. On a envie de le secouer, de le pincer. »

## Réception presse
« (...) C'est l'histoire d'un employé de commerce, consciencieux, besogneux, dont le rêve est un lit à deux places, un grand lit conjugal qui représente pour lui le symbole de la vie heureuse.

Il trouve la femme, il possède le lit, mais pourtant il rate sa vie comme il a raté sa jeunesse et son mariage, en passant, par lâcheté, auprès du bonheur qui lui offrait une petite amoureuse et pure. (...) »

— « Le cinéma français marque un point avec Rendez-vous avec la chance », Jacqueline Michel, Le Parisien libéré, le 22 août 1950